# Kvítkovice
Kvítkovice település Csehországban, a České Budějovice-i járásban. Kvítkovice Čakov, Habří, Dubné és Jankov településekkel határos. Lakosainak száma 133 fő (2024. január 1.).

## Népesség
A település lakosságának változását az alábbi diagram mutatja:
| Lakosok száma | 224  | 204  | 168  | 115  | 90   | 82   | 120  | 125  | 132  | 133  |
|               | 1869 | 1890 | 1921 | 1950 | 1980 | 2001 | 2017 | 2019 | 2022 | 2024 |